# فرسان غوثام
فرسان غوثام (بالإنجليزية: Gotham Knights)‏ هي لعبة فيديو من نوع أكشن من تطوير شركة WB Games Montréal، ونشر شركة وارنر برذرز إنترآكتيف إنترتيمنت. تم الإعلان عن اللعبة في مؤتمر « دي سي فاندوم » في أغسطس 2020، صدرت اللعبة في 21 أكتوبر 2022 على بلاي ستيشن 5، و‌إكس بوكس سيريس إكس/إس، و‌مايكروسوفت ويندوز.
وتدور أحداث القصة في مدينة غوثام بعد وفاة باتمان، والشخصيات الرئيسية في اللعبة هي فريق ومساعدين باتمان، وهم: ريد هود، و‌باتجيرل، و‌روبن، و‌نايت وينج. حيث تدعم اللغة العربية.

## طريقة اللعب
لعبة فرسان غوثام هي لعبة فيديو من نوع أكشن-مغامرات في عالم مفتوح في مدينة غوثام، تحتوي اللعبة على أربع شخصيات قابلة للعب وهم: ريد هود، و‌باتجيرل، و‌روبن، و‌نايت وينج. وكل شخصية لديها قدرة معّينة، تتميز اللعبة بوجود طور تعاوني، يمكن للاعبين رفع مستوى شخصياتهم، وأيضاً يتم رفع مستوى الأعداء تلقائيا، يوجد أيضاً مركبات يمكن ركوبها مثل دراجة الوطواط.

## الاستقبال
| استقبال |                                        |
| --- | -------------------------------------- |
| مجموع النقاط المجموع نقاط ميتاكريتيك 70/100 (PS5) 68/100 (XSXS) 64/100 (PC) نتائج المراجعة نشرة نقاط غيم إنفورمر 7.25/10 غيم سبوت 4/10 آي جي إن 5/10 [ 12 ] بي سي غيمر (الولايات المتحدة) 49/100 [ 13 ] |                                        |
| مجموع النقاط |                                        |
| المجموع | نقاط                                   |
| ميتاكريتيك | 70/100 (PS5) 68/100 (XSXS) 64/100 (PC) |
| نتائج المراجعة |                                        |
| نشرة | نقاط                                   |
| غيم إنفورمر | 7.25/10                                |
| غيم سبوت | 4/10                                   |
| آي جي إن | 5/10                                   |
| بي سي غيمر (الولايات المتحدة) | 49/100                                 |